# Douglas DC-8

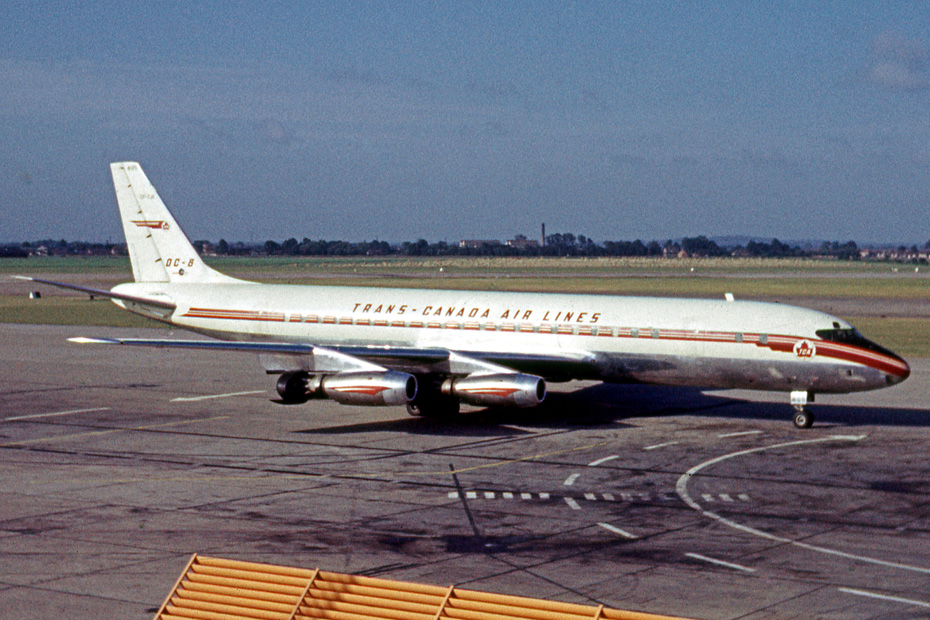
DC-8-42 na lotnisku Heathrow w Londynie

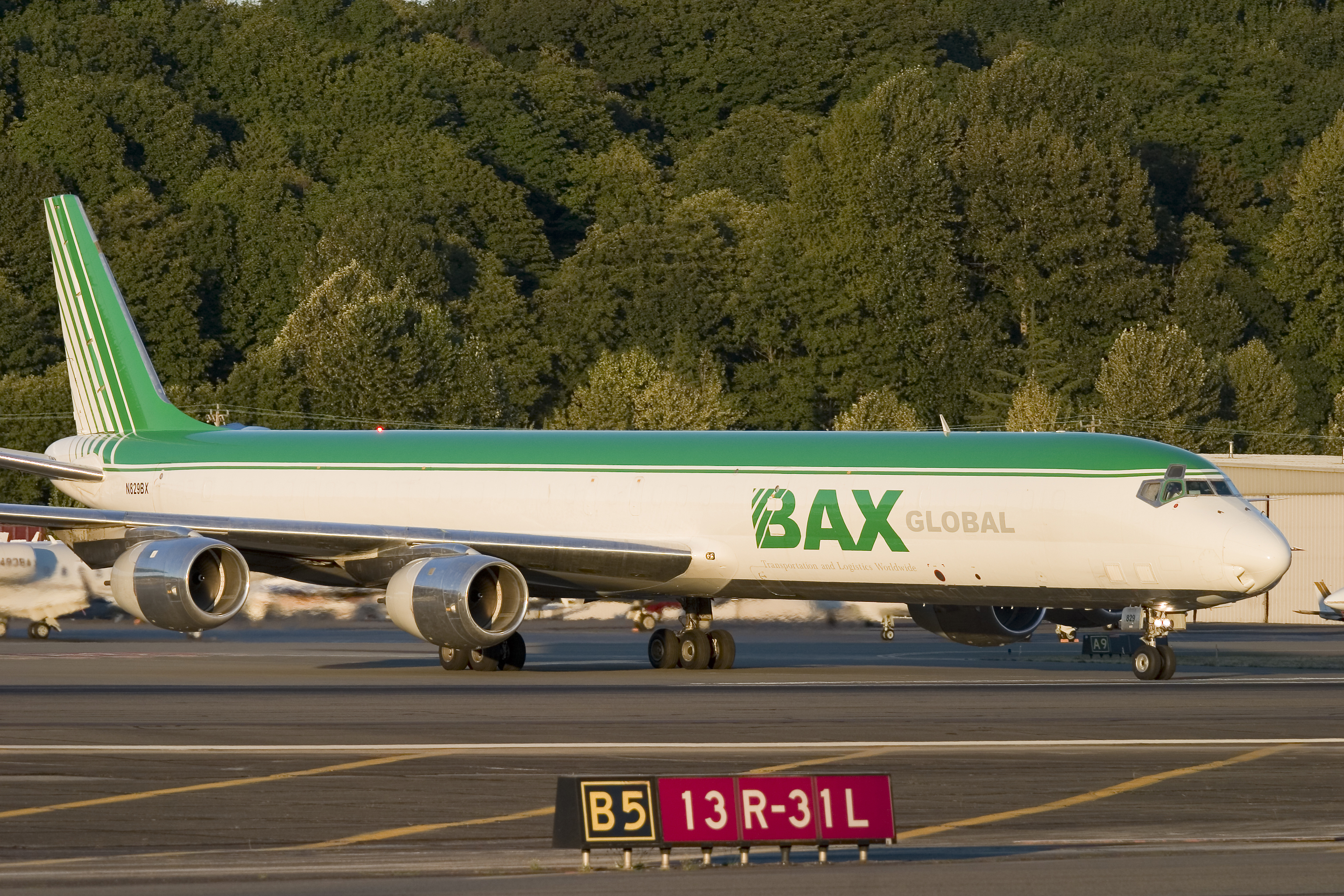
DC-8-71 z silnikami CFM56-2

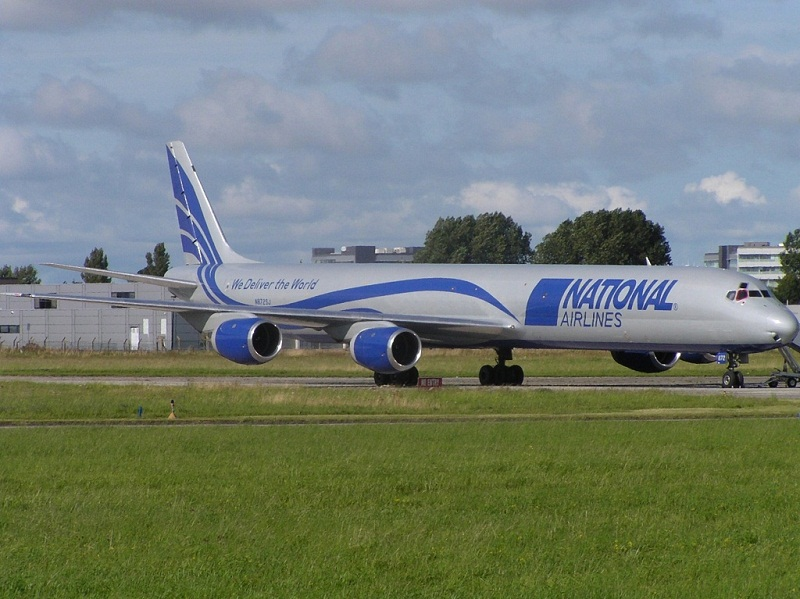
Douglas DC-8-71F linii National Airlines na lotnisku w Shannon

Douglas DC-8 – amerykański odrzutowy samolot pasażerski dalekiego zasięgu, produkowany przez firmę Douglas Aircraft Company w latach 1958-1972. Zaprojektowany, aby konkurować z Boeingiem 707. Wejście do służby samolotów szerokokadłubowych, takich jak Boeing 747 czy McDonnell Douglas DC-10, spowodowało zakończenie produkcji tego wąskokadłubowego samolotu. Wyprodukowano 556 jego egzemplarzy.

## Warianty

### Seria 10
Douglas DC-8-11 był pierwszym z rodziny DC-8, został oblatany 30 maja 1958 r. Przeznaczony był na trasy krajowe w USA, zasilany przez silniki Pratt & Whitney JT3C-6 o ciągu 60,5 kN. Wersja DC-8-12 otrzymała nowe końcówki skrzydeł oraz najnowocześniejsze sloty na skrzydłach, które były otwierane podczas startu i lądowania, a zamykane podczas lotu. Masa nowej wersji wzrosła ze 120 200 do 123 800 kg. Wyprodukowano 28 samolotów o oznaczeniu DC-8-12, 22 dla United Airlines oraz 6 dla Delta Air Lines, które najpierw oznaczano jako DC-8A (dopóki nie wprowadzono samolotów z serii 30).

### Seria 20
Mocniejsze silniki Pratt & Whitney JT4A-3 (o ciągu 70,8 kN) pozwoliły na zwiększenie masy startowej samolotu do 125 190 kg. Wyprodukowano 34 samoloty DC-8-20 nazwane jako DC-8B, dopóki nie wprowadzono samolotów z serii 30.

### Seria 30
Samoloty z serii 30 przeznaczone były na trasy międzykontynentalne, napędzane przez nowsze wersje silników JT4A, które pozwoliły zwiększyć wydajność samolotu o jedną trzecią w stosunku do DC-8-20. Wzmocniono również kadłub oraz podwozie. DC-8-31 otrzymał certyfikat w 1960 z silnikami JT4A-9 (75 kN) z maksymalną masą startową 136 080 kg. DC-8-32 miał nieco większą masę startową, 140 600 kg. DC-8-33 otrzymał nowe silniki JT4A-11 (78,4 kN), wzmocnione podwozie oraz większą masę startową, która wynosiła 142 880 kg. Wiele wersji -31 i -32 zostało przystosowanych do standardu -33. Łącznie wyprodukowano 57 samolotów DC-8-30.

### Seria 40
DC-8-40 posiadał kadłub z serii 30, jednak był napędzany dwuprzepływowymi silnikami Rolls-Royce Conway 509 (78,4 kN), które były wydajniejsze w stosunku do silników turboodrzutowych montowanych na dotychczasowych wersjach samolotu. Mimo to samolot miał słaby wskaźnik sprzedaży ze względu na niechęć amerykańskich linii lotniczych do zakupu obcego produktu (w tym wypadku silniki). Oferowano wersje DC-8-41, -42 oraz ulepszoną wersję DC-8-43. Łącznie powstały 32 sztuki samolotów z serii 40. Samolot DC-8-43 21 sierpnia 1961 r. został pierwszym samolotem pasażerskim, który w locie nurkowym przekroczył prędkość dźwięku (1,012 Macha).

### Seria 50
Samoloty z serii 50 otrzymały certyfikat w 1961. Napędzane były przez nowe silniki turbowentylatorowe Pratt & Whitney JT3D, które z sukcesem montowano na Boeingach 707. Większość wyprodukowanych wcześniej DC-8 otrzymała również silniki JT3D. Do samolotów DC-8-51, DC-8-52, DC-8-53 oferowano silniki JT3D-1 o ciągu 76 kN lub JT3D-3B (80,6 kN). DC-8-55 został certyfikowany w 1964, posiadał silniki JT3D-3B oraz wzmocniony kadłub dla wersji towarowych. Wyprodukowano 88 sztuk DC-8 z serii 50.

### Seria 60
DC-8-61 został zaprojektowany z myślą o wysokiej wydajności. Był samolotem średniego zasięgu. Skrzydła, silniki oraz pylony otrzymał z wersji -55. Przedłużono kadłub, w przedniej części o 6,1 m, a w tylnej o 5,1 m. Wzmocniono również strukturę całego samolotu, jednak nie trzeba było modyfikować prześwitu pod kadłubem, ponieważ podstawowa wersja DC-8 zakładała przedłużenie kadłuba o 1/3 bez zbędnych komplikacji. Oblot samolotu nastąpił 14 marca 1966, jego maksymalna masa startowa wynosiła 147 420 kg. Dostawy rozpoczęły się w styczniu 1967, pierwszą linią, która rozpoczęła loty tym samolotem były United Airlines. Pojemność samolotu to 180-220 pasażerów w konfiguracji 2-klasowej lub 259 w konfiguracji jednoklasowej. Dostępne były także samoloty w wersji cargo oznaczone jako DC-8-61CF. Wyprodukowano 78 DC-8-61 oraz 10 DC-8-61CF.
DC-8-62 posiadał dużo większy zasięg od DC-8-61 czyniąc go samolotem dalekiego zasięgu. W tym modelu kadłub wydłużono jedynie o 2 metry. Całkowita długość samolotu wynosiła 48 m. Samolot był napędzany przez silniki JT3D-3B oraz posiadał przeprojektowane pylony. Samolot ten jest nieco cięższy od swoich poprzedników, jego masa startowa wynosi 151 953 kg i jest w stanie pomieścić do 189 pasażerów. Zasięg samolotu z maksymalnym ładunkiem wynosił 9600 km. Wyprodukowano 67 samolotów DC-8-62 w tym 16 samolotów cargo.
DC-8-63 był ostatnim z wariantów rodziny DC-8. Wszedł do służby w 1968. Kadłub otrzymał z modelu DC-8-61, w połączeniu z ulepszeniami aerodynamicznymi oraz nowymi silnikami JT3D-7 (85,1 kN). Masa startowa wynosiła 158 760 kg, zasięg z pełnym ładunkiem to 7610 km. Samoloty cargo miały większą masę startową, 160 030 kg. Wyprodukowano 41 samolotów w wersji pasażerskiej oraz 66 w wersji cargo.

### DC-8-70
Samoloty o oznaczeniu DC-8-72 oraz DC-8-73 to samoloty DC-8-62 i -63, które otrzymały nowe turbowentylatorowe silniki o dużym stosunku dwuprzepływowości CFM56-2 o sile ciągu 98,5 kN. Model DC-8-71 wszedł do służby nieco później, ponieważ nie miał jeszcze wprowadzonych zmian płatowca, które miały już modele DC-8-62 i -63. Wszystkie modele otrzymały certyfikację w 1982. 110 samolotów w serii 60 otrzymało nowe silniki CFM. Program konwersji zakończył się w 1988.

## Wypadki
Do maja 2011 DC-8 uległ 141 incydentom, z czego 83 zakończyły się zniszczeniem samolotu i w których łącznie zginęło 2256 osób. Dokonano 46 porwań samolotów DC-8, podczas których 2 osoby zginęły.

## Podobne samoloty
Samoloty podobne do DC-8 ze względu na rolę, pojemność, okres produkcji:
- Boeing 707
- de Havilland Comet
- Convair 990
- Ił-62
- Shanghai Y-10
- Tu-114
- Vickers VC-10